# Patrick Juvet

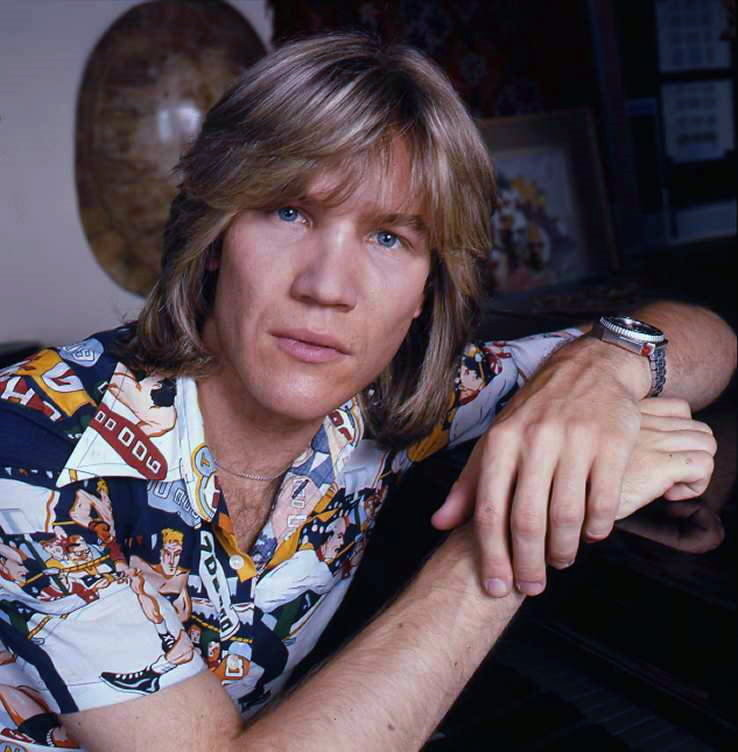
Patrick Juvet (1976)

Patrick Juvet, född 21 augusti 1950 i Montreux, Schweiz, död 1 april 2021 i Barcelona, Spanien, var en schweizisk sångare och fotomodell.
Juvet är mest känd för discolåtarna "Où sont les femmes?" från 1977, "I Love America" från 1978 och "Lady Night" som kom 1979.
Han tävlade i Eurovision Song Contest 1973 med låten "Je vais me marier, Marie". På 1970-talet hade Patrick Juvet ett samarbete med franske kompositören och musikern Jean Michel Jarre på skivan Paris by Night. Juvet skrev också låtar till filmen Laura, les ombres de l’été, inklusive "Tristesse de Laura" och "One Way Love".
1980 medverkade Patrick Juvet i Måndagsbörsen och senare samma år i den elfte upplagan av Barnbygalan på Oscars i Stockholm.
2005 gav Juvet ut sina memoarer Les Bleus au coeur. Boken har samma titel som en av låtarna på skivan Paris by Night från 1977. 2009 samt 2010 var han en av artisterna på turnén Âge Tendre et Tête de Bois.
Den 1 april 2021 tillkännagavs att Juvet hittades död i sin lägenhet i Barcelona, 70 år gammal. En obduktionsrapport som släpptes den 8 april kom fram till att Juvet dog av hjärtstillestånd.

## Diskografi
- La musica (1972)
- Love (1973)
- Patrick Juvet raconte son rêve : Olympia 73 (1974)
- Chrysalide (1974)
- Mort ou vif (1976)
- Paris by Night (1977)
- I Love America (1978)
- Lady Night (1979)
- Laura, les ombres de l’été (film av David Hamilton, 1979)
- Live Olympia 79 (dubbelalbum, 1980)
- Still Alive (1980)
- Rêves immoraux (1982)
- Solitudes (1991)